# محمد عبد الغفار الشريف
الدكتور محمد عبد الغفار الشريف (مواليد 1953) عالم دين وداعية إسلامي من الكويت، أستاذ بكلية الشريعة والدراسات الإسلامية ـ جامعة الكويت، والأمين العام للأوقاف السابق بالكويت، وعميد كلية الشريعة السابق له نشاط واسع في مجال الدعوة الإسلامية والتصدي لحملات الإساءة للإسلام وقد ساهم في مبادرة كلمة سواء الموجّهة من علماء مسلمين إلى المسيحيين رداً على ما اعتبره المسلمون إساءةً من بابا الفاتيكان للإسلام.

## المؤهلات العلمية
- دكتوراه في الفقة المقارن من الجامعة الإسلامية (المدينة المنورة) سنة 1986.
- ماجستير في الدعوة والاحتساب من المعهد العالي للدعوة الإسلامية بالمدينة المنورة سنة 1983.
- بكالوريوس في الإحصاء والاقتصاد من كلية التجارة والعلوم السياسية ـ جامعة الكويت سنة 1975.

## المؤلفات
- الأطعمة المستوردة طبيعتها حكمها وحل مشكلاتها.
- المجموع المذهب في قواعد المذهب للحافظ العلائي ـ تحقيق ودراسة.
- الفرقة بين المسلمين ـ أسبابها وعلاجها.
- بحوث فقهية معاصرة.

## النشاطات
- خبير في مجمع الفقه الإسلامي ـ جدة.
- خبير في مجمع الفقه الإسلامي ـ الهند.
- عضو في رابطة العالم الإسلامي.
- عضو في هيئة المقاييس الشرعية ـ البحرين.
- رئيس اللجنة الشرعية للجنة الخاصة بتعزيز الوسطية والرد على الفكر المتطرف ـ الكويت.
- عضو مجلس أمناء في الأكاديمية الأوروبية للثقافة والعلوم الإسلامية ـ بلجيكا.

## الوصلات الخارجية
- موقع الدكتور الشريف